# Augusta rivalis
Augusta rivalis là một loài thực vật có hoa trong họ Thiến thảo. Loài này được (Benth.) J.H.Kirkbr. mô tả khoa học đầu tiên năm 1997.